# Stimmersee
Der Stimmersee (früher Rochensee genannt) ist ein in den Jahren 1928–1934 unter der Leitung von Peregrin Stimmer künstlich angelegter Stausee im Gemeindegebiet von Langkampfen bei Kufstein, der ursprünglich zur Stromgewinnung erbaut wurde. Er liegt unterhalb des Pendling leicht erhöht über dem Inntal. Zugleich wurden noch ein Kleinstauwerk mit Elektrizitätswerk und ein Seehaus errichtet. 
Zwei kleine Bäche sind der gesamte Zufluss zum Stimmersee. Der einzige Abfluss ist der Rochenbach, welcher wenige Kilometer weiter bei Kufstein in den Inn mündet.
Das Gewässer ist ein Badesee der Kufsteiner und Langkampfner. Das Ostufer wird „Kufsteiner“ und das Westufer „Langkampfner Seite“ genannt. Ein Weg führt um den See und kann als Ausgangspunkt für eine Wanderung zum Dreibrunnenjoch, nach Thiersee oder auf den Pendling genutzt werden. An der Bahnstrecke Kufstein–Innsbruck befand sich eine Haltestelle, welche bereits 1942 aufgelassen wurde.
Der Badesee besitzt einen Beachvolleyballplatz, ein Fünfmeter-Sprungbrett und einen kleinen Kiosk.

## Fotos

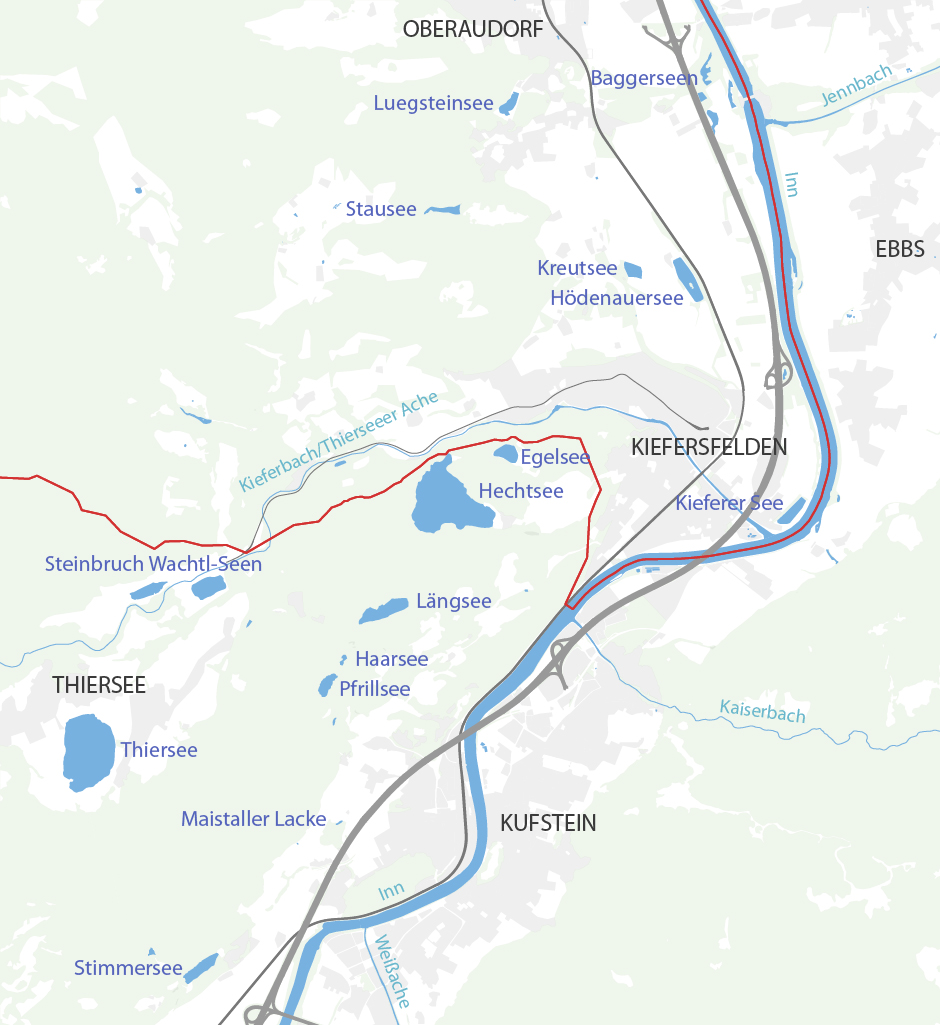
Seen um Kufstein und Kiefersfelden
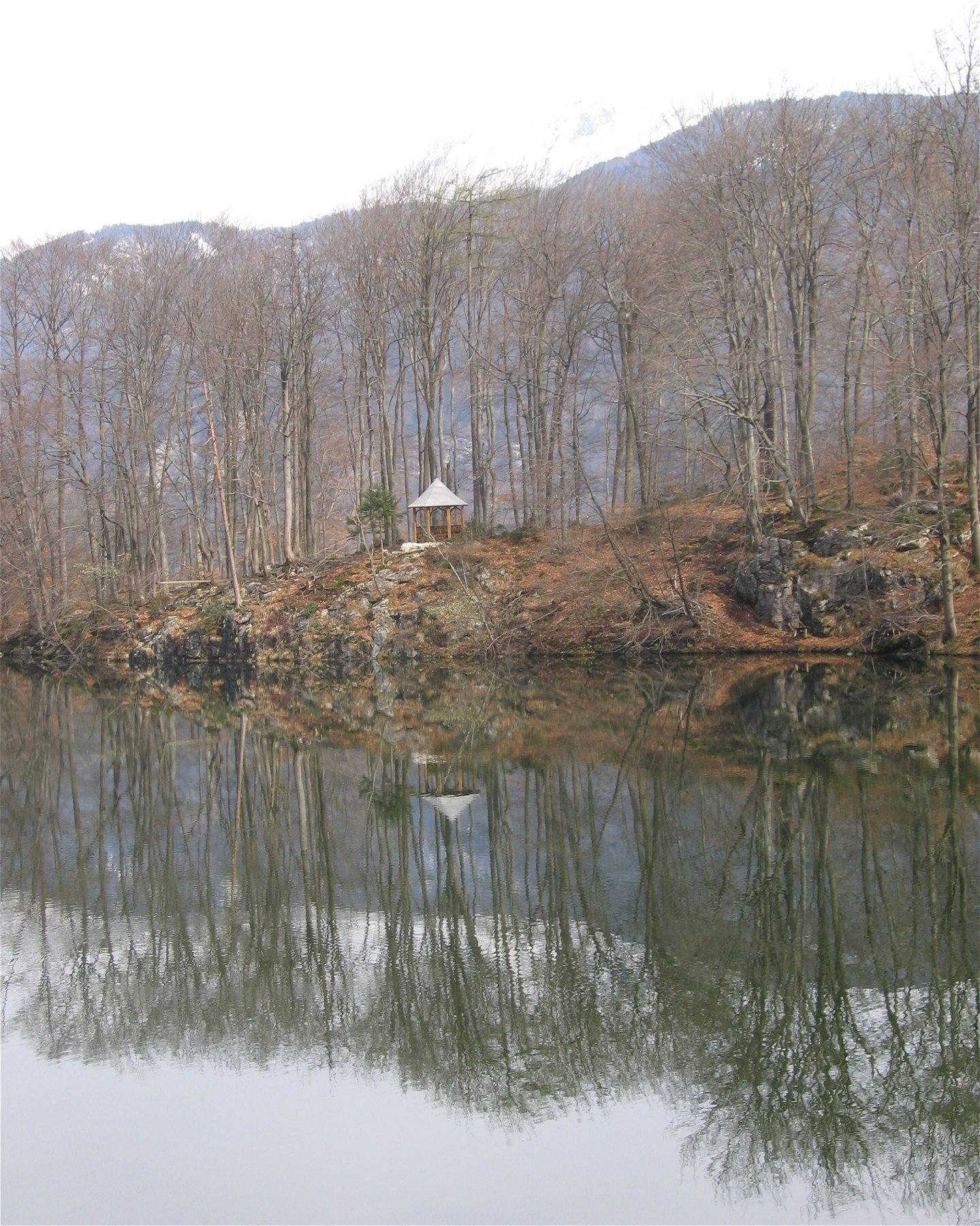
Stimmersee
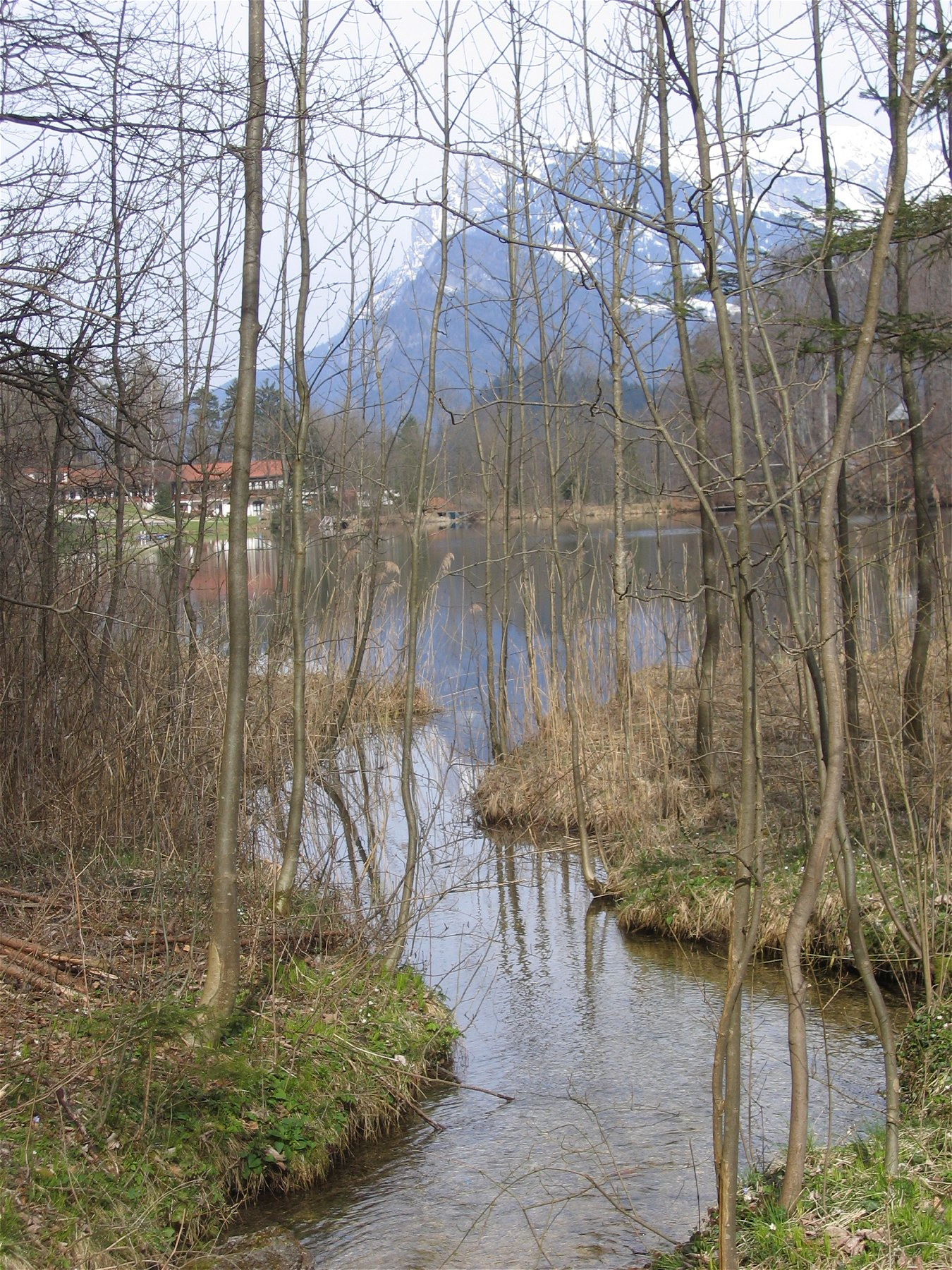
Stimmersee, Zufluss, im Hintergrund der Zahme Kaiser
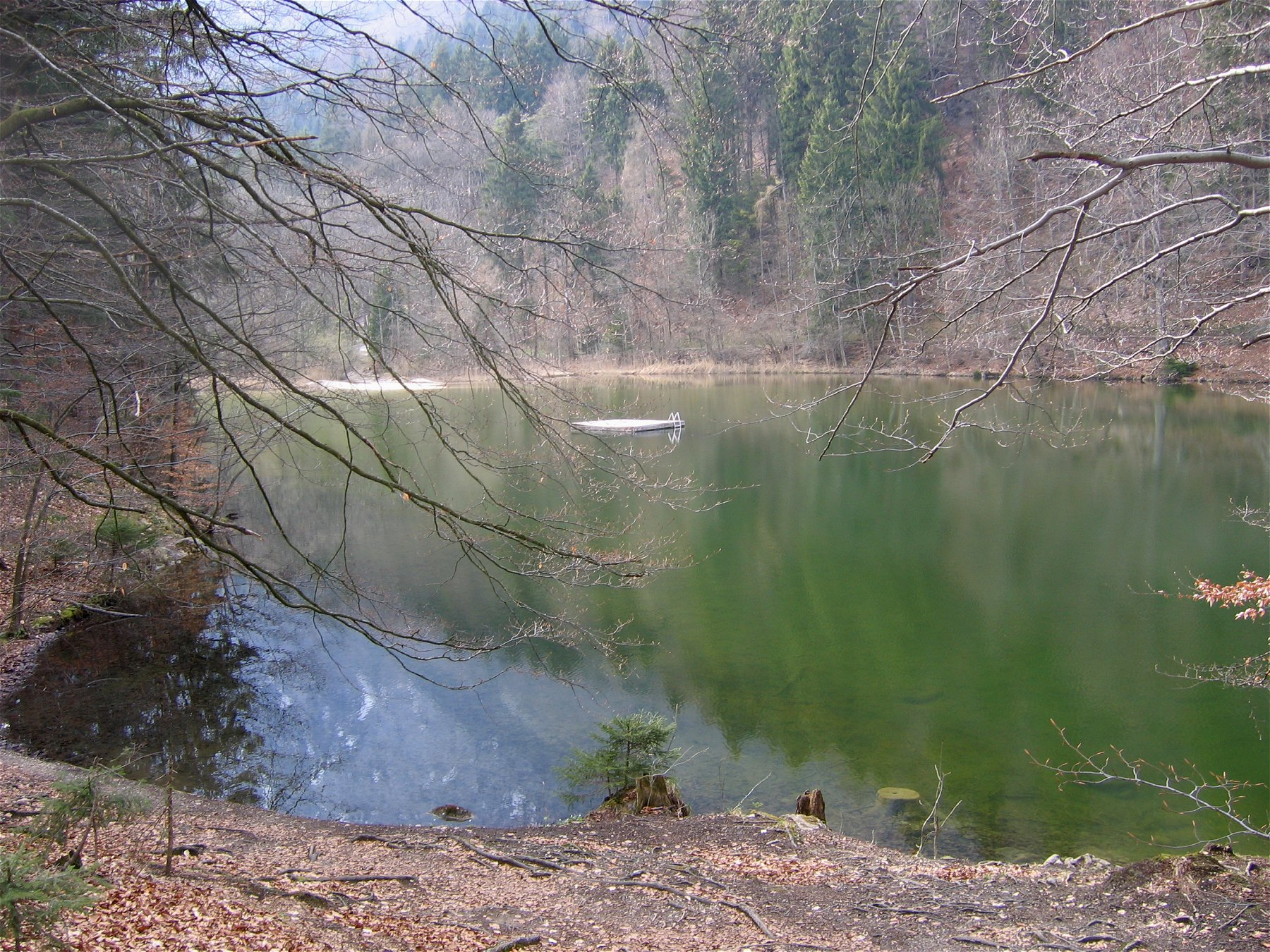
Stimmersee
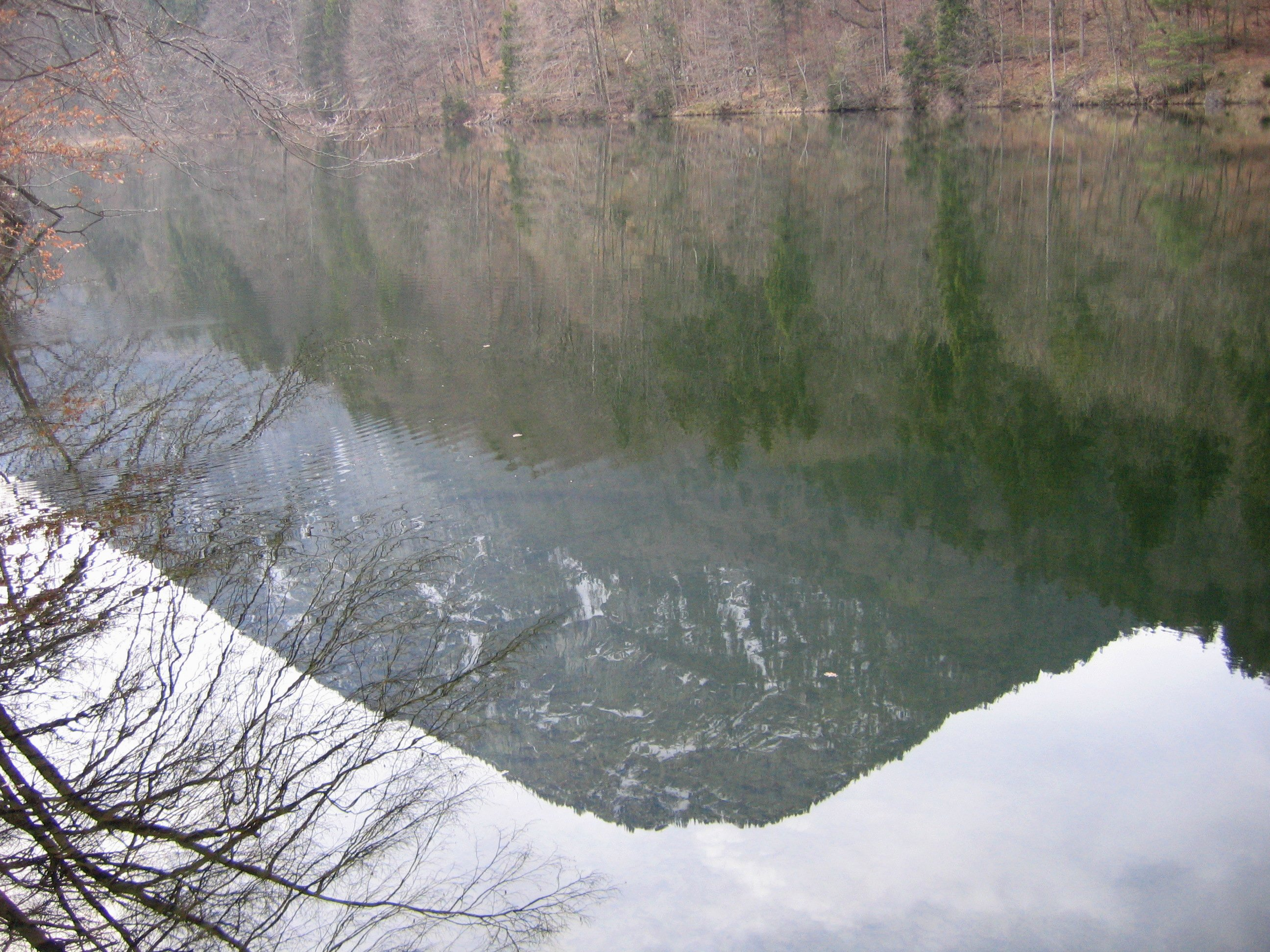
Stimmersee mit gespiegeltem Pendling
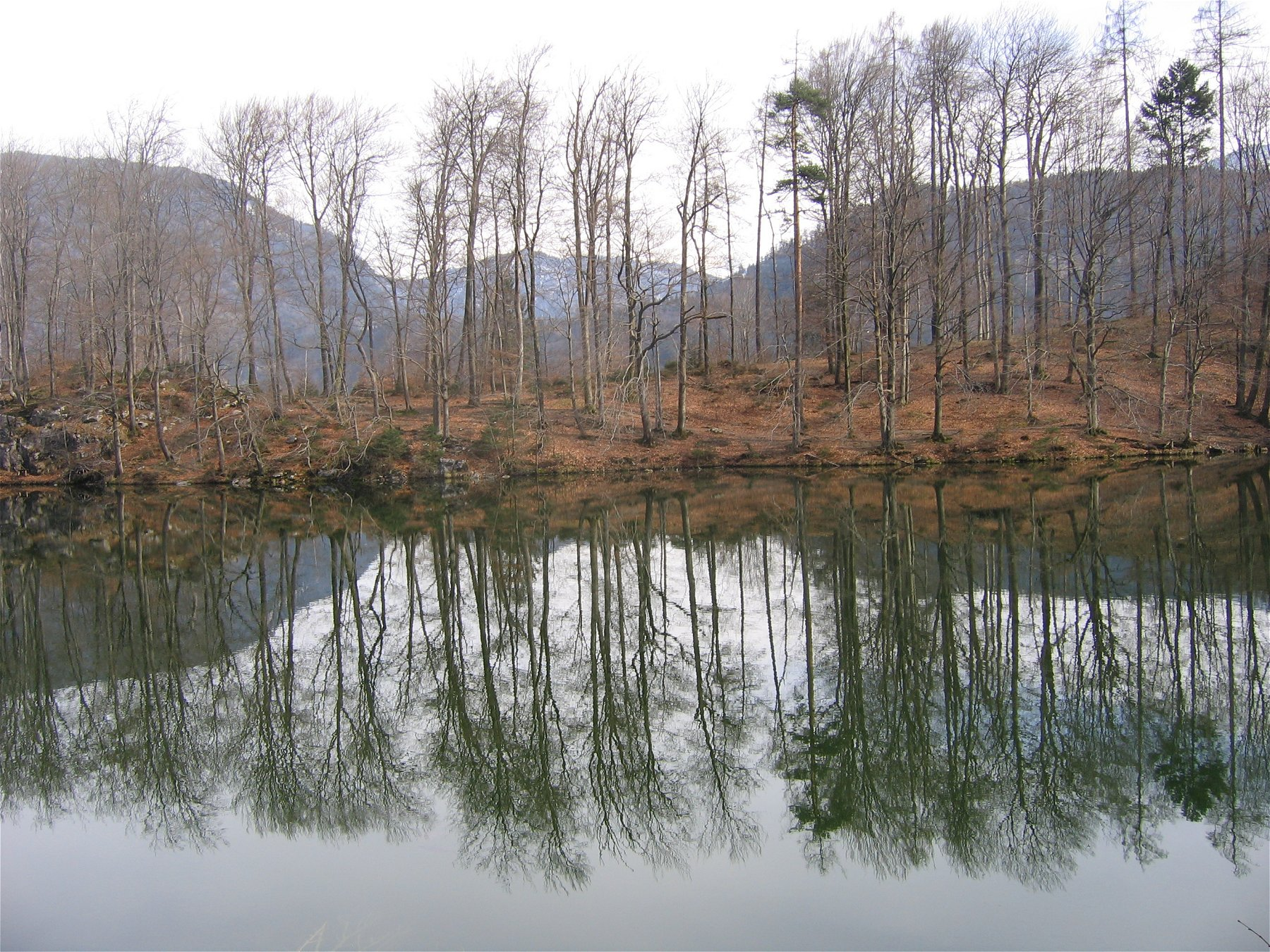
Stimmersee